# Paradura del Niño

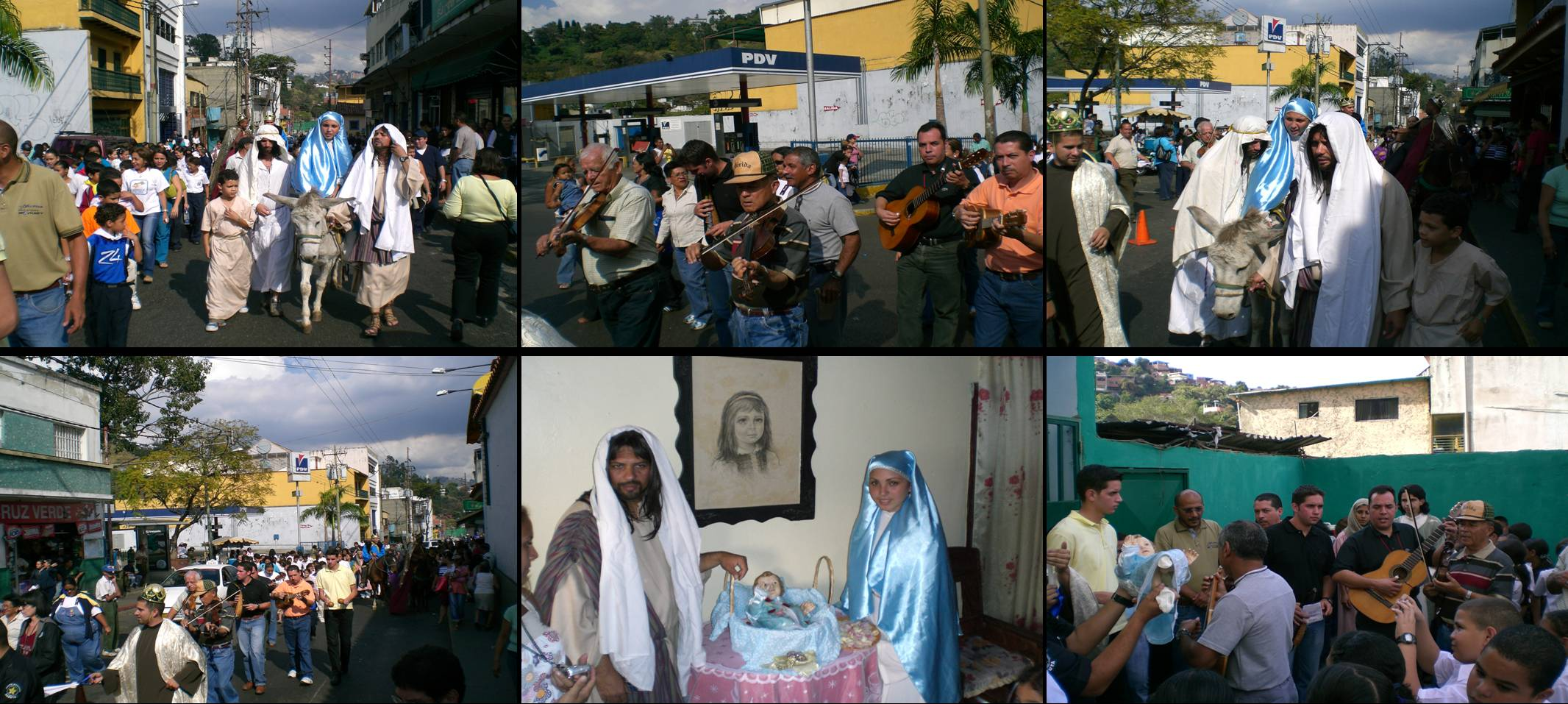
_{Paradura del Niño}

La Paradura del Niño, también es llamada "robo y búsqueda del niño" por la variante de esta tradición realizada en algunos pueblos de los Andes en Venezuela, es una celebración católica en la que una representación del Niño Jesús ya puede pararse. Esta se celebra en toda la región andina de Venezuela desde el 1 de enero hasta el 2 de febrero de cada año. Esta fiesta tiene mayor importancia en las ciudades de Tovar y en el estado Mérida, así como en los pueblos del páramo de los estados Mérida y Táchira y en las localidades de Boconó y Valera, en el estado Trujillo, también es practicada en ciertas zonas del estado Barinas, como en Barinitas.
Es compartida en comunidad o en familia, en la cual el Niño Jesús es levantado del pesebre y se reza un rosario en su nombre, que tradicionalmente marca el fin de la Navidad en el hogar donde es realizada. Las paraduras más tradicionales son las llamadas paraduras cantadas donde el acto se extiende con cantos y versos entonados por grupos musicales y se da un pequeño paseo al niño en el área alrededor del hogar donde se está realizando, además, al final del evento, los anfitriones reparten bizcochuelo y vino a los presentes.